# 王宗廉
王宗廉（1944年7月—），男，山东临沂人，中华人民共和国政治人物，曾任滨州地区行政公署专员，中共滨州地委书记、市委书记，山东省政协副主席。